# 嘉量
嘉量（かりょう）は、
1. 広義には、古代中国で配布された容積の標準器のこと。春秋戦国時代に斉で造られたものが最古であるといわれる。
2. 狭義には、嘉量のうち新代に王莽が度量衡を改めて配布した新莽嘉量（しんもうかりょう）のこと。この項で詳説する。

## 歴史的背景
紀元前後、前漢は皇室の外戚である王莽が全権力を完全に掌握し、ほとんど崩壊状態となっていた。そして初始元年（8年）11月、ついに王莽は第14代皇帝の孺子嬰に禅譲を迫り、帝位を簒奪して皇帝に即位、国号を「新」と改めたのである。
新の政治は周の礼治を理想とした極端な復古主義を基本とし、周をはじめとして過去の王朝のさまざまな政策を模倣することでそれを達成しようとした。その中で秦の模倣も行われ、建国翌年の始建国元年（9年）、かつて始皇帝が行ったのと同じように度量衡を改定し、優秀な経学者であった劉歆に命じて標準器を設計させ、全国に配布した。これが新莽嘉量こと「嘉量」である。

## 概要

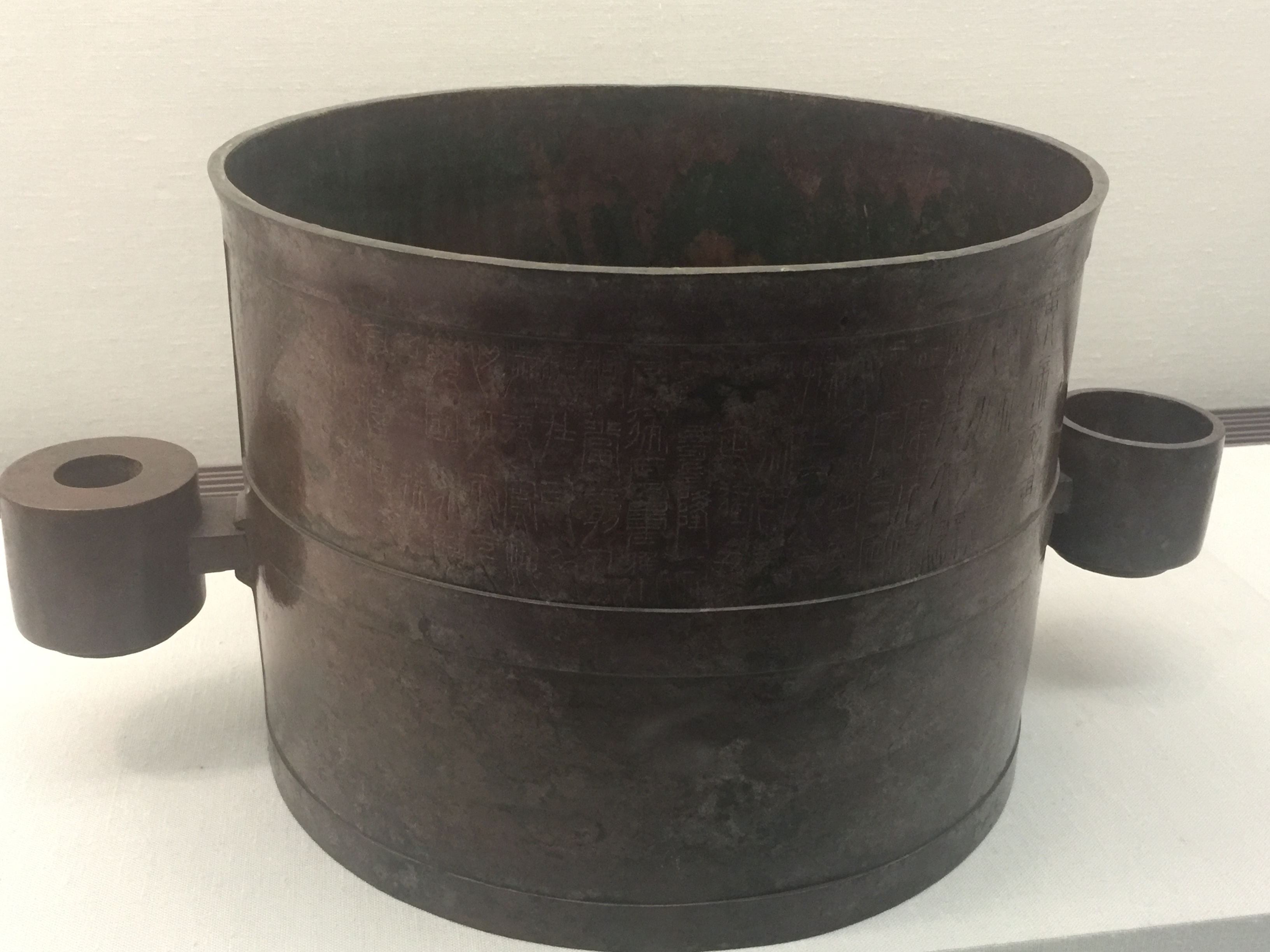
これが新莽嘉量こと「嘉量」である、現在は台湾の国立故宮博物院に収められ展示されている。

嘉量は大きな円筒形の枡の左右に1つずつ小さな枡がついた構造となっている。中央の大きな枡と小さな枡の片方は上下が枡となっており、もう片方の小さな枡は上のみが枡となっていて、この枡全てが標準器となっていた。
新の度量衡は、劉歆の打ち立てた度量衡理論である「黄鐘秬黍説」（こうしょうきょしょせつ）を元に、「黄鐘」という決まった音を出す笛を基準として定められるとともに、それを北方で産する粒が均一の穀物・秬黍の粒数で換算して、それぞれの単位が得やすいよう、また上下の単位に互換しやすいように配慮されていた。容積の場合は黄鐘の笛1本分の容積を基礎とすることとし、笛に秬黍がすり切りで1200粒入ったことから秬黍1200粒分の容積を「1龠」（やく）とした。そしてこの「龠」を基礎単位に、「合」「升」「斗」「斛」（こく）の順で上位単位を定め、1合＝2龠、1升＝10合、1斗＝10升、1斛＝10斗としたのである。
嘉量ではこの標準の容積単位について、中心の枡の上部で1斛、裏返した下部で1斗、上のみの小さな枡では1升、そして上下両方ある小さな枡では上部で1合、裏返した下部で1龠が量れるようにした。つまり嘉量を引っ繰り返したり使う部分を変えたりすることで、全ての容積が量れるようになっていたのである。
また容積だけでなく、同時に長さと重さの標準器ともなっていたことが分かっている。長さについては大きな枡の深さと枡の内側に内接する正方形の一辺の長さを1尺とした。長さの単位は「分」「寸」「尺」「丈」「引」で、1寸＝10分、1尺＝10寸、1丈＝10尺、1引＝10丈となっていたので、長さについてはこの嘉量で示された1尺から全ての長さが求められる。
重さについては全体の重さを2鈞（きん）としている。ただしこちらは「銖」「両」「斤」「鈞」「石」とある単位の関係が、1両＝24銖、1斤＝16両、1鈞＝30斤、1石＝4鈞となっており不均一であったため、1石以外はここからは求められない。しかし実は「銖」には「容積1龠の秬黍の重さ＝12銖」という規定があったため、枡で秬黍を量り、その重量から各単位の重量を出すことが出来る。今これを換算すると、1両は1合、1斤は1升6合、1鈞は4斗8升のそれぞれ秬黍の重さとなり、単位が上がるほど煩雑ではあるが嘉量のみで全単位を求めることが可能である（ただし「銖」に関しては「容積1龠の秬黍の重さ＝1200粒の秬黍の重さ」という関係から「1銖＝秬黍100粒の重さ」が成り立つので、嘉量を使用せずとも秬黍を100粒数えれば求められる）。
このように嘉量は標準器としてほぼ万能といっていい機能を持っていたほか、枡の円形が極めて精密に設計されているなど、数学的にも非常に高度なものとなっている。嘉量にここまでの高機能を持たせた劉歆の設計思想は、度量衡や暦について記した『漢書』律暦志にも掲載されているほどで、その力量の高さが知れる。
なお嘉量の表面には、元となった秦の標準器に刻まれていた証明文「権量銘」を模倣した「嘉量銘」が独特の篆書体で記されているが、こちらはあまり高い評価を受けておらず、嘉量の附帯物扱いされている。

## 研究と評価
嘉量は標準器としては極めて優秀であったため、新の滅亡後も保管され、西晋代の泰始10年（274年）に朝廷内で嘉量を測定した記録が残っている。しかしその後朝廷の手を離れ、東晋代の太元4年（379年）にそれとおぼしき枡が市に出ていたという記録を最後に一時その姿をくらました。
その後千数百年にわたって行方不明となっていたが、清の乾隆年間（1736-1795年）に朝廷の倉庫内で再発見されて再び日の目を見ることになり、乾隆9年（1744年）には嘉量を参考にした2つの枡が鋳造された。
清朝滅亡後、嘉量は紫禁城内のかまどの上に放置されてほこりにまみれるままになっていたが、民国13年（1924年）に宣統帝ら旧皇族が追放されると中華民国政府に接収された。
これによりこれまで朝廷の秘宝であった嘉量が民間の研究に供される機会を得ることとなり、研究者たちはその精密さに驚くとともに精力的に研究を行い、多くの論文が発表されるに至った。
その後戦争による避難を経て一時首都・南京へ戻ったものの、中華民国政府が中国大陸を追われるのとともに民国37年（1948年）に台湾へ移されることになり、現在は台湾の国立故宮博物院に収められ展示されている。